# النقراش
قرية النقراش هي إحدى القرى التابعة لمركز إيتاي البارود في محافظة البحيرة في جمهورية مصر العربية. حسب إحصاءات سنة 2006، بلغ إجمالي السكان في النقراش 7127 نسمة، منهم 3682 رجل و3445 امرأة.

## التاريخ
قرية النقراش من القرى القديمة، واسمها الأصلي وقت الفتح الإسلامي لمصر نقراطس (بالإنجليزية: Naukratis)‏، وقد وردت باسم النقراش في أعمال حوف رمسيس ضمن قرى الروك الصلاحي التي أحصاها ابن مماتي في كتاب قوانين الدواوين، كما وردت باسم النقراش في أعمال البحيرة ضمن قرى الروك الناصري التي أحصاها ابن الجيعان في كتاب «التحفة السنية بأسماء البلاد المصرية». وفي العصر العثماني كان اسمها في تربيع سنة 933هـ/1527م الذي أجراه الوالي العثماني سليمان باشا الخادم في عصر السلطان العثماني سليمان القانوني النقراش ضمن قرى ولاية البحيرة، وفي تاريخ 1228هـ/1813م الذي عدّ قرى مصر بعد المسح الذي قام به محمد علي باشا باسم النقراش ضمن قرى مديرية البحيرة.